# Saint-Pierre-de-la-Fage
Saint-Pierre-de-la-Fage is een gemeente in het Franse departement Hérault (regio Occitanie) en telt 116 inwoners (2009). De plaats maakt deel uit van het arrondissement Lodève.

## Geografie
De oppervlakte van Saint-Pierre-de-la-Fage bedraagt 19,0 km², de bevolkingsdichtheid is dus 6,1 inwoners per km².
De onderstaande kaart toont de ligging van Saint-Pierre-de-la-Fage met de belangrijkste infrastructuur en aangrenzende gemeenten.

## Demografie
Onderstaande figuur toont het verloop van het inwonertal (bron: INSEE-tellingen).